# بيكانيري (جمل)
البيكانيري هي سلالة من الإبل المهجنة موطنها منطقة بيكانير في الهند. إنها أهم سلالة للجمال في البلاد بسبب تاريخها وتعدادها.

## التقديم والتاريخ
تطورت سلالة بيكانيري في راجستان في أواخر القرن 15 من قطعان المهراجا راو بيكا [الإنجليزية] . وهي نتيجة تهجين مختلف بين سلالات هندية عديدة (السندية والبلوشية) والجمل الأفغاني. يأتي اسمها من مدينة بيكانير. إنها السلالة الرئيسية والأكثر شيوعًا في منطقة بيكانير والمناطق المحيطة بها. تتكيف تمامًا مع المناخ الصحراوي لولاية راجاستان.

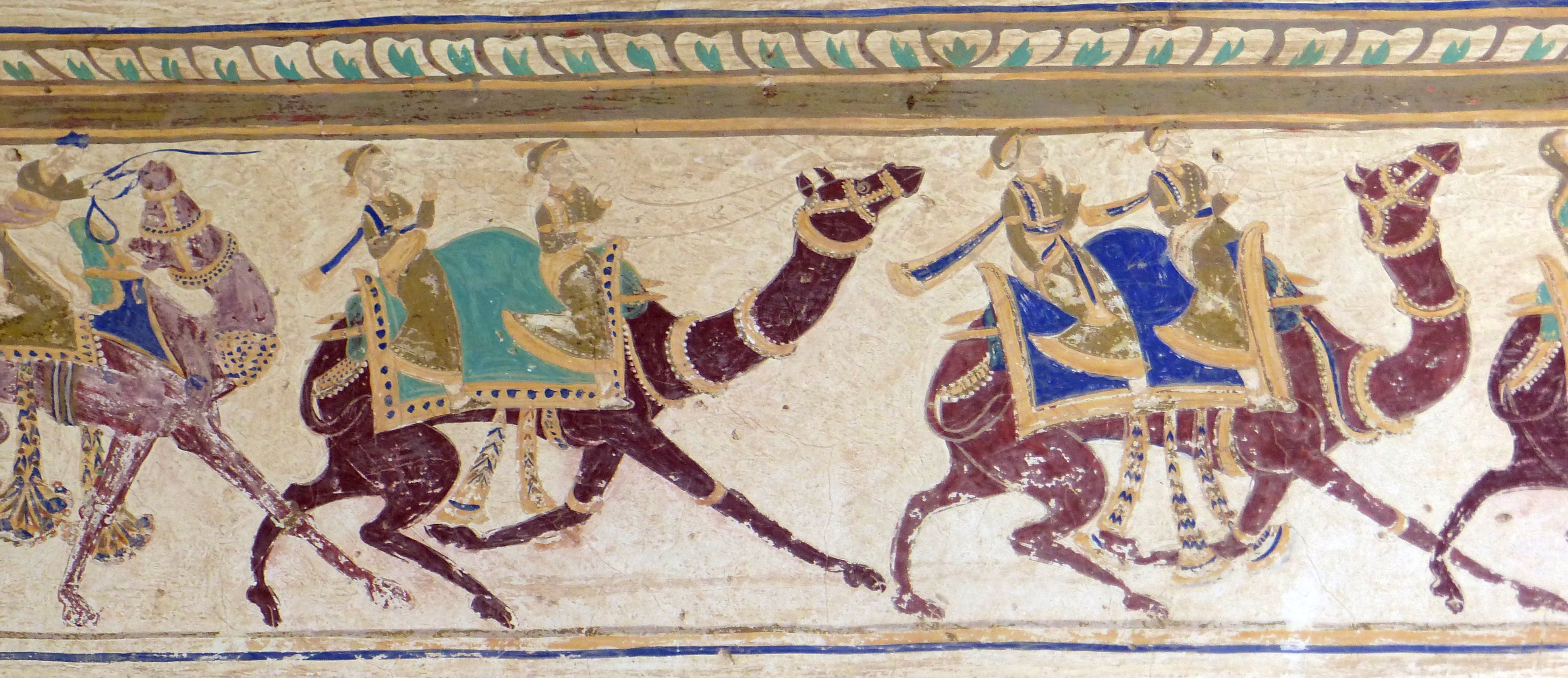
موكب الجمال (جدارية من القرن الرابع عشر، منداوا).

## وصف
الحيوانات لها شعر بني، ويتراوح من البني الفاتح إلى البني الغامق القريب إلى الأسود. يبلغ متوسط قياس طول الجمل 190 سنتيمتر حتى الغارب عند الكتفين والوزن 640 كيلوغرام . تزن الناقة في المتوسط 556 كيلوغرام. تلد بشكل عام حُوارً واحداً. يزن الحُوار عند الولادة حوالي 38 كيلوغرام (يمكن أن يتراوح وزنه بين 26 و51 كيلوغرام ). تنتج الأنثى ما بين 3.5 و 10 كيلوغرام من الحليب يوميًا.

## الاستخدامات
تعتبر الجمال من الحيوانات متعددة الاستخدامات، ولكن سلالة بيكانيري تشتهر بقوتها وتستخدم كحيوان جر. يمكن أن تحمل حمولة من 200 إلى 250 كيلوغرام على أكثر من 100 كيلومتر في يوم واحد بسرعة من 25 إلى 30 كيلومتر في الساعة.

### مهرجان بيكانير للهجن
تشتهر مدينة بيكانير بمهرجان الجمال الذي يقام كل عام في شهر يناير. والذي تنظمه وزارة السياحة والفنون والثقافة، ويقدم على مدى يومين مسابقات جمال و«رقصات» وسباق للهجن. تقام العروض خلف قلعة جونغرا [الإنجليزية].

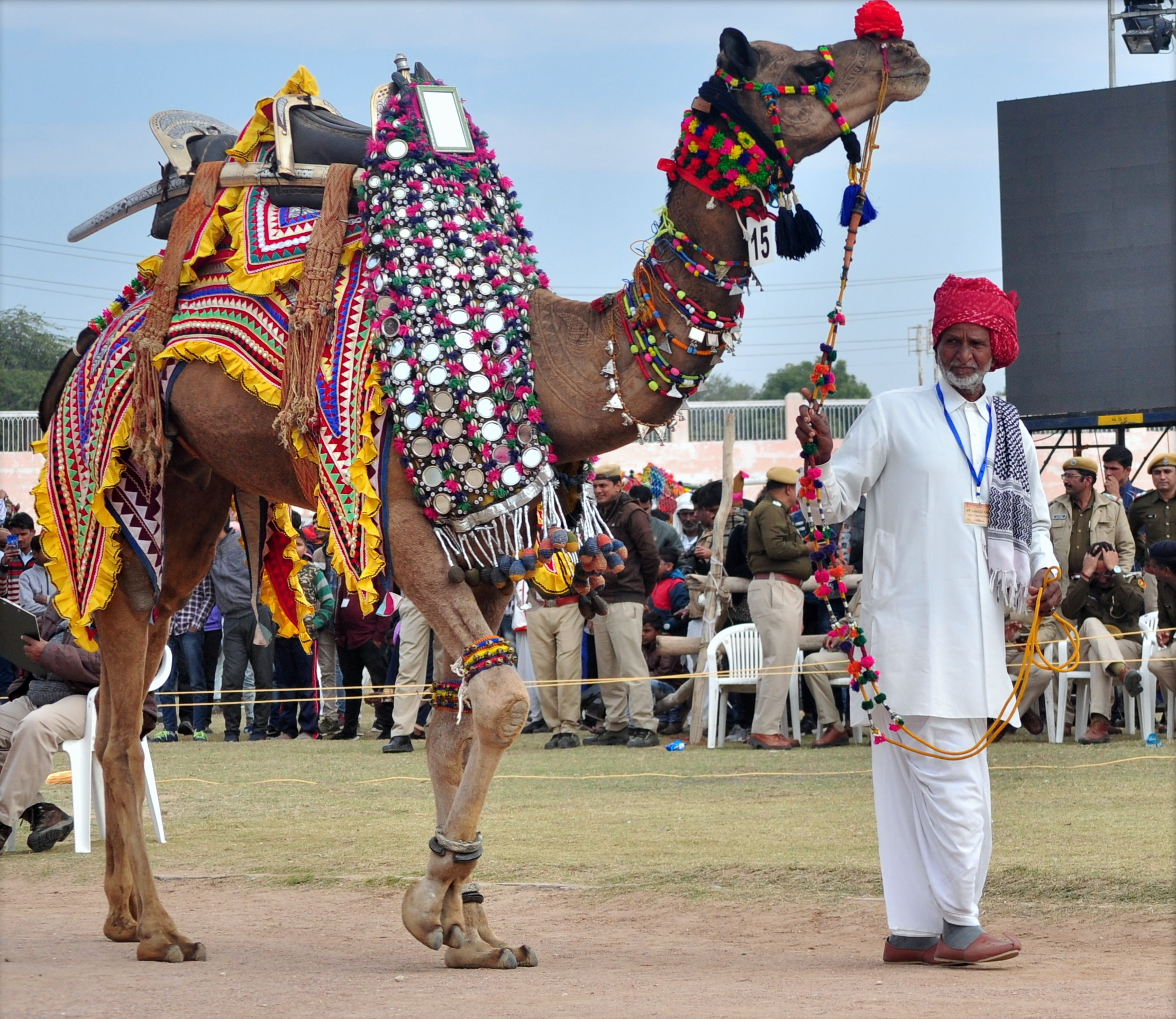
جمل مزين في مهرجان بيناكير 2020.
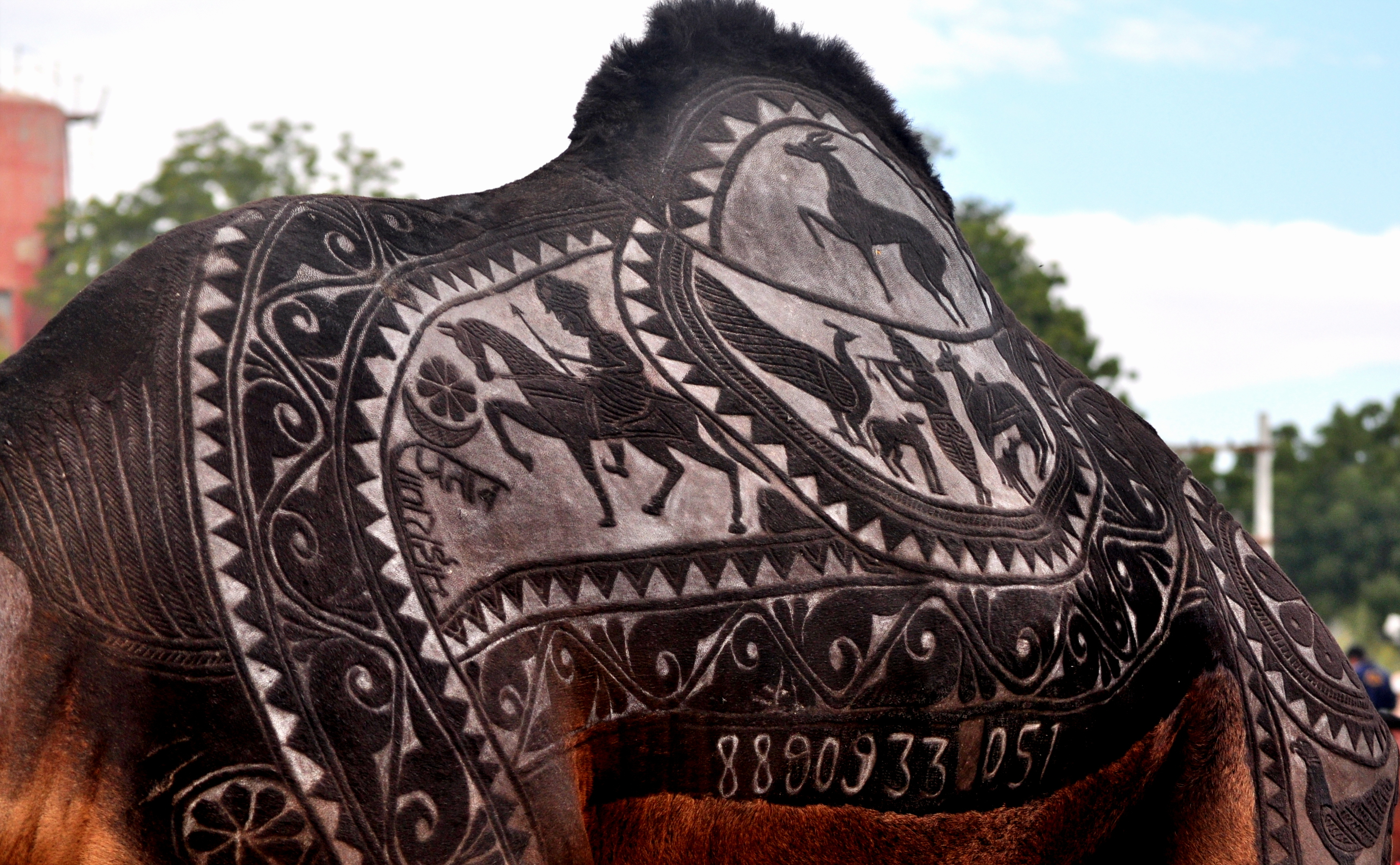
الرسم على سنم جمل في مهرجان 2020.

## حالة الجمال
في عام 2007، صنفت منظمة الأغذية والزراعة السلالة على أنها «غير مهدد». في عام 2013، تجاوز عدد الرؤوس 150000  وفي كتاب 2016، موسوعة ميسون العالمية لسلالات وتربية المواشي (بالإنجليزية: Mason's World Encyclopedia of Livestock Breeds and Breeding)‏، أشارة التقديرات إلى أنها تمثل نصف الإبل الموجودة في البلاد . ولكن في بداية القرن 21، أدى انخفاض أسعار الحيوانات، وانخفاض المبيعات في معارض الماشية، ونحر عدد كبير منها للحصول على لحومها (كل السلالات معنية) إلى إثارة مخاوف من حدوث انخفاض كبير في عدد الإبل في ولاية راجاستان.

## مذكرات ومراجع
1. 1 2  "Breeds of camel". ecoursesonline.iasri.res.in (بالإنجليزية). Archived from the original on 23 أغسطس 2021. Retrieved 23 août 2021. {{استشهاد ويب}}: تحقق من التاريخ في: |تاريخ الوصول= (help)
2. 1 2 3  "Bikaneri Camel". nrccamel.icar.gov.in (بالإنجليزية). Archived from the original on 9 أغسطس 2021. Retrieved 23 août 2021. {{استشهاد ويب}}: تحقق من التاريخ في: |تاريخ الوصول= (help)
3. 1 2  DAD-IS.
4. ↑  Szabolcs Bene; Péter Nagy; J. Péter Polgár; Judit Juhász (2020). "Genetic parameters of birth weight trait in dromedary camels (Camelus dromedarius)". Tropical Animal Health and Production (بالإنجليزية). 52: 2333–2340. DOI:10.1007/s11250-020-02256-z. Archived from the original on 2021-08-25.
5. 1 2  Mahajan 2018
6. ↑  "A brief history of the Bikaner Camel Festival". somethingcurated.com (بالإنجليزية). 21 juillet 2020. Archived from the original on 23 أغسطس 2021. Retrieved 23 août 2021. {{استشهاد ويب}}: تحقق من التاريخ في: |تاريخ الوصول= and |تاريخ= (help)
7. ↑  "Breeds currently recorded in the global databank for animal genetic resources" (PDF). fao.org (بالإنجليزية). 2007. Archived from the original (PDF) on 18 مايو 2021. Retrieved 23 août 2021. {{استشهاد ويب}}: تحقق من التاريخ في: |تاريخ الوصول= (help)
8. ↑  "Declining Camel Population in Rajasthan". indiatoday.in (بالإنجليزية). 10 mai 2021. Archived from the original on 23 أغسطس 2021. Retrieved 23 août 2021. {{استشهاد ويب}}: تحقق من التاريخ في: |تاريخ الوصول= and |تاريخ= (help)

## فهرس
- Valerie Porter; Lawrence Alderson; Stephen J.G. Hall; D. Phillip Sponenberg (avril 2016). Mason's World Encyclopedia of Livestock Breeds and Breeding (بالإنجليزية). CABI. p. 63. ISBN:978-1-84593-466-8. Porter2016. Archived from the original on 2021-08-23. {{استشهاد بكتاب}}: تحقق من التاريخ في: |تاريخ= (help)

### مقالات
- Saley Mahamadou (1993). Survey of draught camel for carting in an Indian desert town Bikaner and investigation on draught performance of Bikaneri camel (بالإنجليزية). National Research Centre on Camel. p. 66.
- Tanvi Mahajan; Subha Ganguly (février 2018). "Bikaneri Camel: An Overview". Latest Trends in Zoology and Entomology Sciences (بالإنجليزية). 2: 83-87. DOI:10.22271/ed.book03.a05. Mahajan2018. Archived from the original on 2021-08-23. {{استشهاد بدورية محكمة}}: تحقق من التاريخ في: |تاريخ= (help)

## روابط خارجية
- "Bikaneri / India (Dromedary)" (بالإنجليزية). نظام المعلومات حول تنوع الحيوانات المحلية. DAD-IS. Archived from the original on 2021-06-18. Retrieved 23 août 2021. {{استشهاد ويب}}: تحقق من التاريخ في: |تاريخ الوصول= (help)